# ぎょしゃ座ベータ星
ぎょしゃ座β星（ぎょしゃざベータせい）は、ぎょしゃ座の恒星で2等星。

## 特徴
それ自体が連星系を成している2等星の主星Aと11等星の伴星Bによる三重連星を構成している。A星は、2つの同じような半径や質量を持つ白色準巨星による連星で、食変光星となっている。この2星は互いに食を起こし、3.96004日ごとに視等級が+1.85から+1.93の間で変わり、47.5時間ごとに1つの星は地球から陰の位置になる。11等星のB星はA星から330天文単位ほど離れた軌道を周っている。
また、大きく拡散したおおぐま座運動星団の一員とされる。

## 名称
学名はβ Aurigae（略称はβ Aur）。固有名メンカリナン（Menkalinan）は、アラビア語で「御者の肩」を意味するمنكب ذي العنان 、mankib ðī-l-‘inānを縮めたものである。2016年7月20日に国際天文学連合の恒星の命名に関するワーキンググループ (Working Group on Star Names, WGSN) は、Menkalinan をぎょしゃ座β星Aの固有名として正式に承認した。
中国では五車三と呼ばれている。